# Betty Parsons
Betty Parsons (ur. 31 stycznia 1900, zm. 23 lipca 1982) – pochodząca z Nowego Jorku amerykańska artystka, kolekcjoner i marszand sztuki. Od września 1946 roku, aż do śmierci w 1982 prowadziła Betty Parsons Gallery na Manhattanie w Nowym Jorku. Pracowała do śmierci z powodu udaru, w wieku 82 lat.
Galeria stanowiła centrum awangardowej sztuki amerykańskiej po II wojnie światowej. Pokazywano tam prace ekspresjonistów abstrakcyjnych, jak Barnett Newman, Jackson Pollock, Mark Rothko i Clyfford Still. Wspierała też następne pokolenia artystów, takich jak minimaliści: Ellsworth Kelly, Agnes Martin oraz rzeźbiarza postminimalistę Richarda Tuttle.